# كنس مال (مقاطعة كلاردشت)
كنس‌مال (بالفارسية: کنس‌مال) هي قرية تقع في قسم بيرون‌بشم الريفي (مقاطعة كلاردشت) في إيران.